# 1974 w nauce

## Zmarli
- 13 października – Wojciech Rubinowicz, polski fizyk

## Nauki przyrodnicze i ścisłe

### Astronomia
- Edwin Salpeter – Nagroda Henry Norris Russell Lectureship przyznawana przez American Astronomical Society

## Nagrody Nobla
- Fizyka – Martin Ryle, Antony Hewish
- Chemia – Paul Flory
- Medycyna – Albert Claude, Christian de Duve, George Emil Palade